# ユリアナ・パシャ
ユリアナ・パシャ（アルバニア語:Juliana Pasha、1980年5月20日 - ）は、アルバニア・ティラナ出身のアルバニア人の歌手である。ユーロビジョン・ソング・コンテスト2010のアルバニア代表に選ばれた。

## 来歴
2007年からフェスティヴァリ・イ・ケンゲスやケンガ・マジケなどに参加してきた。2007年のフェスティヴァリ・イ・ケンゲスでは「Qielli i ri」を歌い3位、2008年の同大会ではルイズ・エイリとのデュエットで「Një jetë」を歌い2位となった。

### ユーロビジョン・ソング・コンテスト2010
2009年12月27日、アルバニアの音楽祭フェスティヴァリ・イ・ケンゲス2009で「Nuk mundem pa ty」を歌い、優勝を果たした。同大会はユーロビジョン・ソング・コンテストのアルバニア代表選考を兼ねており、パシャは2010年5月にノルウェーのオスロで開かれるユーロビジョン・ソング・コンテスト2010のアルバニア代表となった。